# Otto Spiegelberg
Otto Spiegelberg (Peine, 9 gennaio 1830 – Breslavia, 9 agosto 1881) è stato un ginecologo tedesco.
Ha studiato medicina presso l'Università di Gottinga, in seguito promuove la sua educazione a Berlino, Praga e in tutto il Regno Unito. Nel 1851 ha conseguito il dottorato in medicina, e, successivamente, ha ottenuto la sua abilitazione a Gottinga (1853). Più tardi è stato professore di ostetricia presso le università di Friburgo, Königsberg e Breslavia.
Spiegelberg si era specializzato nel campo della ostetricia e chirurgia ginecologica, dando contributi nel campo della diagnostica e delle procedure chirurgiche che coinvolgono l'ovariectomia.
Spiegelberg ha pubblicato molti trattati di medicina, tra cui un libro di testo sul ostetricia chiamato "Lehrbuch der Geburtshülfe"; tradotto in inglese dalla sua seconda edizione come: "Textbook of Midwifery" (1887). Nel 1870, con Carl Siegmund Franz Credé (1819-1892), fondò la rivista "Archiv für Gynäkologie".